# Мельник Валерій Степанович
Валерій Степанович Мельник — заслужений журналіст України, громадський діяч, краєзнавець, письменник, природоохоронець, фотограф

## Життєпис
Народився 10 лютого 1956 року у місті Луцьку.
У 1973 — 1990-му роках працював (з перервою на строкову службу) у Волинській обласній молодіжній газеті. Паралельно із роботою у волинській обласній молодіжній газеті здобув фах журналіста у Львівському державному університеті імені І. Я. Франка. Далі — певний час трудився завідувачем відділу екології при Волинському облвиконкомі, у бізнесі, керівником першої в системі Деркомлісгоспу України пресслужби державного підприємства «Волиньліс», у 2007—2016 роках — власним кореспондентом газети «Урядовий кур'єр» у Волинській області.
Член Національної спілки журналістів України з 1978 р. та Національної спілки краєзнавців України — з 2011 р.
Засновник торговельної марки «Золота стріла», (Ми знайшли собі роботу, на якій… працювати не треба!) що пропонує замовникам кілька тисяч видів власних дизайнерських розробок для лісового, мисливського та природно-заповідного господарства України, територіальних громад, музеїв, навчальних закладів. (Каталог продукції для оформлення держлісфонду, адмінприміщень підприємств лісового господарства … навчальних закладів, територій та приміщень об'єднаних територіальних громад — Київ, 2021 р., друкарня «Глянець», — 113 с.)
Нині — пенсіонер.

## Громадська діяльність
У 1980-х першим в області налагодив зв'язки із радянськими «зеленими», і спільно з колегами організував ряд підтриманих тисячами волинян масових природоохоронних акцій — «Посади свій ліс!» («…І знайшли скарб!» — газета «Молодий ленінець» за 14 квітня 1988 р.), «Озерні суботи» («Озерні суботи» — газета «Молодий ленінець» за 28 травня 1987 р.), «Я допоміг зоопарку!», «День екології Луцька», науково-практичну конференцію «Екологія і здоров'я людини» тощо. Вперше в Україні разом із зацікавленими партнерами організував і провів на Волині республіканський семінар журналістів – екологістів («Пребудьте нам вовіки незнищенні!» – газета «Сільські вісті» за 26 травня 1989р.)
На запитання придуманого ним освітнього "Лото «Природа» (Мельник В. Пропонуємо: виграйте велосипед! — Газета «Молодий ленінець» за 28 травня 1987 р.) у 1980-х одномоментно приходило в редакцію газети до 5 і більше тисяч читацьких листів. «У 1983 році у ній брали участь 3450 учасників, а в 1984 — вже більше 7 тисяч, — узагальнювало цей досвід Українське товариство охорони природи. — Але цифри ці можна сміливо подвоювати і потроювати. Адже відшукати правильні відповіді учасникам допомагали рідні, друзі, знайомі, і, відповідно, ті теж підвищували свою екологічну грамотність. (Буклет „Силой печатного слова. Пропаганда передового опита охраны природы в молодежных газетах“ — Київ, «Реклама», 1987 р.) Гра суттєво підвищила зацікавленість волинян темою захисту природи і підвищила рівень їхньої екологічної грамотності.
У 1990-му очолив масовий рух проти бездумного нарощування потужностей ядерної енергетики в Україні. В ході останнього в умовах тоталітарного суспільства в редакцію молодіжної газети надійшло понад 107 тисяч протестних підписів волинян.
Наслідком цього став депутатський запит на І З'їзді народних депутатів СРСР і уряд УРСР відмовився від будівництва 5 і 6 енергоблоків на Рівненській атомній станції. (Мельник В. „Зелені“ розпочинають і виграють. — Газета „Молодий ленінець“ за 6 січня 1990 р.). Спорудження якої, до речі, московським проектним інститутом спочатку планувалося на березі озера Світязь, (Мельник В. Люблю тебе, Волинь!.. — Луцьк, 2012, друкарня „Волиньполіграф“ — с.57). Після відмови керівництва області від цього АЕС розташували на карстонебезпечному майданчику, що прилягає до річки Стир.
За активну громадську позицію був обраний депутатом від виборчого округу № 1 Волинської обласної ради першого демократичного скликання; під час депутатської діяльності добився рішення ради про трикратне збільшення в області площі особливо цінних природних територій (ПЗФ), введення економічного механізму природокористування („забруднюєш — плати!“) та відновлення з метою збереження Шацького поозер'я однойменного адміністративного району.
Тоді ж на засіданні облвиконкому вперше публічно оголосив рівні радіаційно забруднення у Волинській області після катастрофи на Чорнобильській АЕС, що секретилися, і виступив за надання поліським районам регіону статусу потерпілих. („Дайте мені гробові!..“ — газета „Молода Волинь“ за 3 листопада 1990 р.)

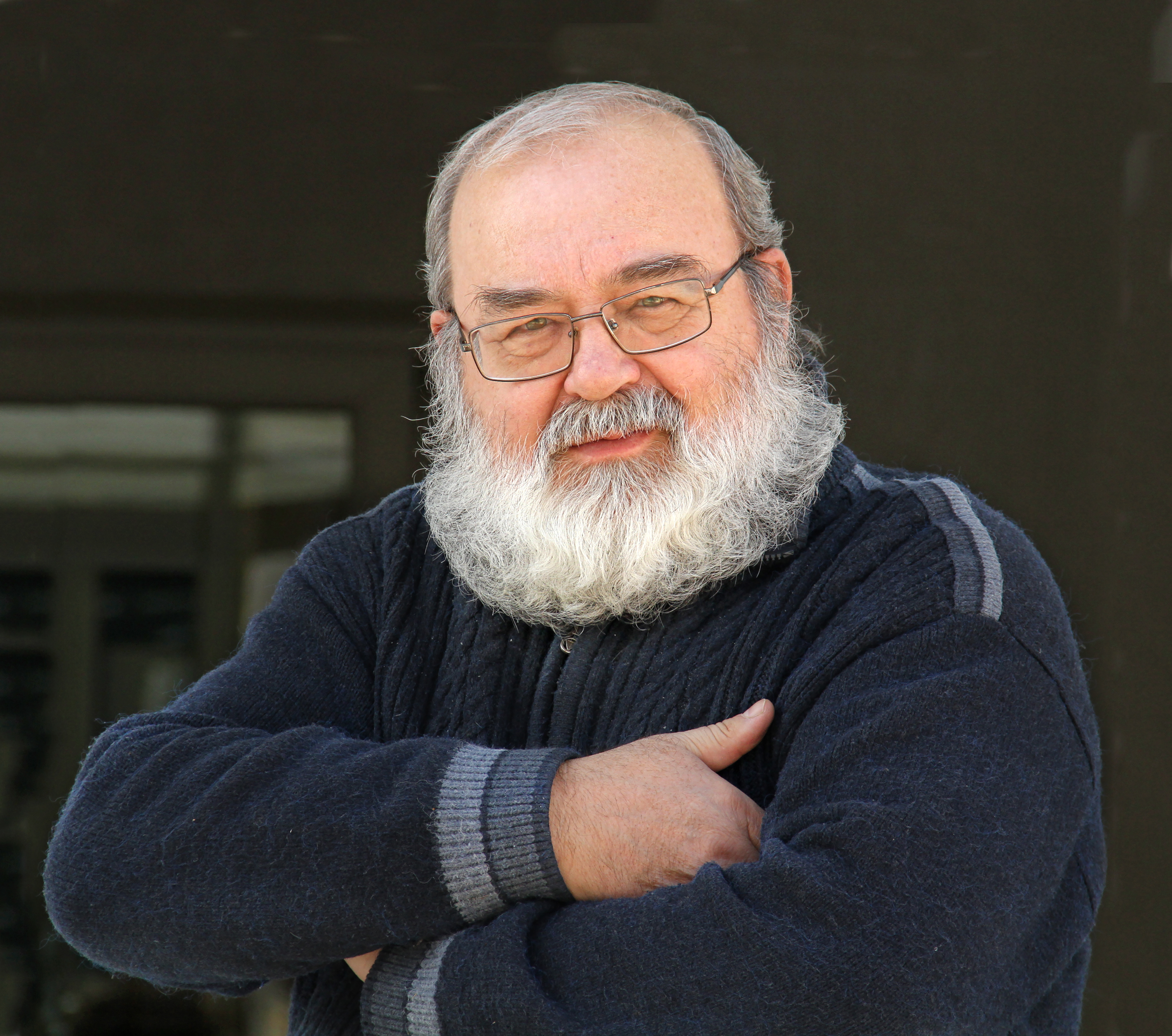
Валерій Мельник (м. Луцьк, 2024 р.)

У той же період виступив проти плану Волинського філіалу інституту „Укрдіпроводгосп“ збудувати у Любешівському районі систему польдерів і для цього спорудити тут 150 кілометрів гребель. (Молодий ленінець за 27 січня 1990 р.). Організована газетою кампанія громадського спротиву завершилася тим, що при підтримці Академії наук УРСР, авторитетного волинського водника Юрія Бахмачука з'явилася альтернативна пропозиція щодо регулювання водного режиму у цьому регіоні. (М.Грисюк. Чи варто… городити греблі? — Газета „Молодий ленінець“ за 6 жовтня 1990 р.). Тому постійна депутатська екологічна комісія обласної ради, яку тоді фактично очолював В. Мельник, ухвалила рішення відмовитися від першопочаткового задуму. А натомість взяти унікальні природні комплекси заплав Прип'яті  та Стоходу під охорону держави. Нині на їхній базі створений природний національний парк.
Автор нової змагальної форми підготовки державної лісової охорони – першого „Положення“ про єгерське багатоборство, що не один рік проводилося на Волині, в інших областях. (Лісовий і мисливський журнал» № 5 за 2006 р.)
Ініціатор створення (2008 р.) Музею лісу в урочищі «Лопатень» колишнього Ківерцівського  району, (У волинського лісу тепер є свій музей — Інтернет-ресурс «Волинські новини» за 20 жовтня 2008 року).  Тут  у роки Другої світової війни базувався очолюваний Д.Медвєдєвим партизанський спецзагін. А у 2018-му — спільно з керівником музею Валентиною Шульгач та краєзнавцем Степаном Войчиком трансформував присвячену червоним партизанам  виставку в експозицію, яка правдиво розповідає про взаємні поборювання чотирьох політичних сил, що у роки Другої світової війни діяли на Волині.

## Творчий доробок
У загальнодержавній, обласній пресі та книгах опублікував сотні і сотні газетних, журнальних матеріалів та художніх творів на природоохоронну тематику.
Матеріали краєзнавчої тематики публікувалися, зокрема, у газеті «Урядовий кур'єр».

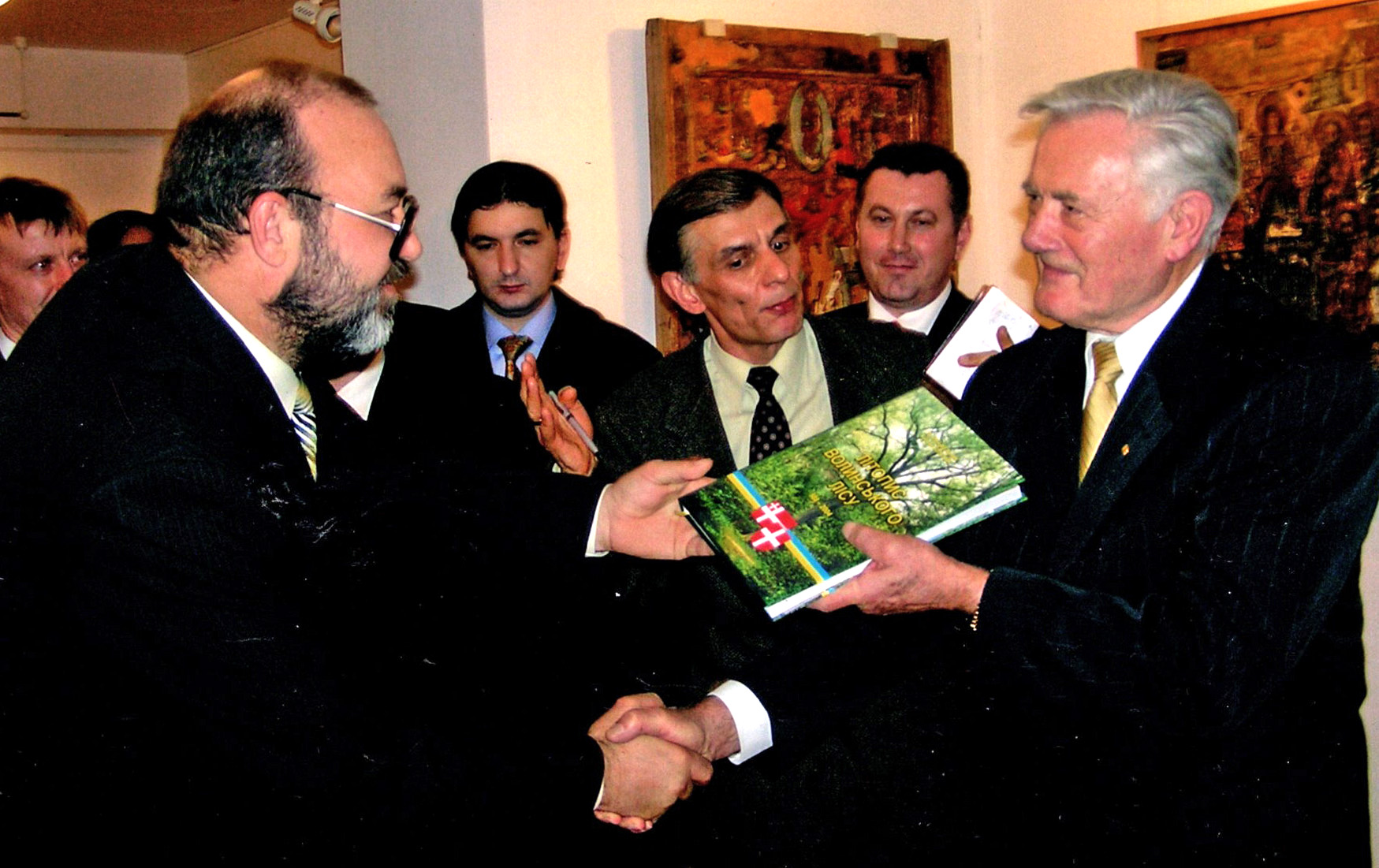
Вручення «Літопису волинського лісу» Президентові Литовської Республіки Валдасу Адамкусу. Початок 2000-х.

Підготував і у 2004 році опублікував у співавторстві монографію «Літопис волинського лісу. 988—2004». Книга стала першим в державі прикладом для системного вивчення і епічного показу конкретної сфери суспільної  і виробничої діяльності.
У 2010 році на замовлення Програми розвитку ООН в Україні та Глобального екологічного фонду підготував і випустив у світ двомовний (українська та англійська) фотоальбом «Заповідна Волинь», книгу «Шацький національний природний парк. Історія і сучасність»; на замовлення Шацької РДА — книгу «Шацьке поозер'я». У цих виданнях із маловідомими сторінками історії краю через фото органічно поєднане відображення унікального біорізноманіття і краси Волинського Полісся, проблем його збереження.
За запитом Бібліотеки Конгресу Сполучених Штатів Америки, що надійшов у місію ООН в Україні, два перших видання відправлені у цю мегаавторитетну книгозбірню світу.
Для творчого стилю В.Мельника характерні багатолітня відданість природничій і краєзнавчій тематиці, максимально глибоке дослідження обраної теми. А ще — логічний і лаконічний виклад матеріалу гарною літературною українською мовою, дуже активне застосування у книгах ілюстрацій — як з літературних та архівних першоджерел, так і власних. При цьому його фотографії, що використовуються при верстці книг, часто не тільки несуть додаткову цінну інформацію про досліджуваний об'єкт, а й мають високу мистецьку цінність. (Шегда Степан. Досліджує, пише, знімає, верстає… — Журнал «Журналіст України» № 4 за 2013 р.)
Новаторським у творчій діяльності В.Мельника є те, що при підготовці книг про Національні природні парки — Шацький та  «Прип'ять — Стохід», Черемський природний заповідник він спільно з краєзнавцем Оленою Бірюліною започаткував традицію глибокого дослідження минулого територій, що набули статусу особливо цінних національного значення. На його переконання, повноцінне патріотичне і екологічне виховання майбутніх поколінь українців неможливе без очищення історії України від нашарувань тоталітарної ідеології.

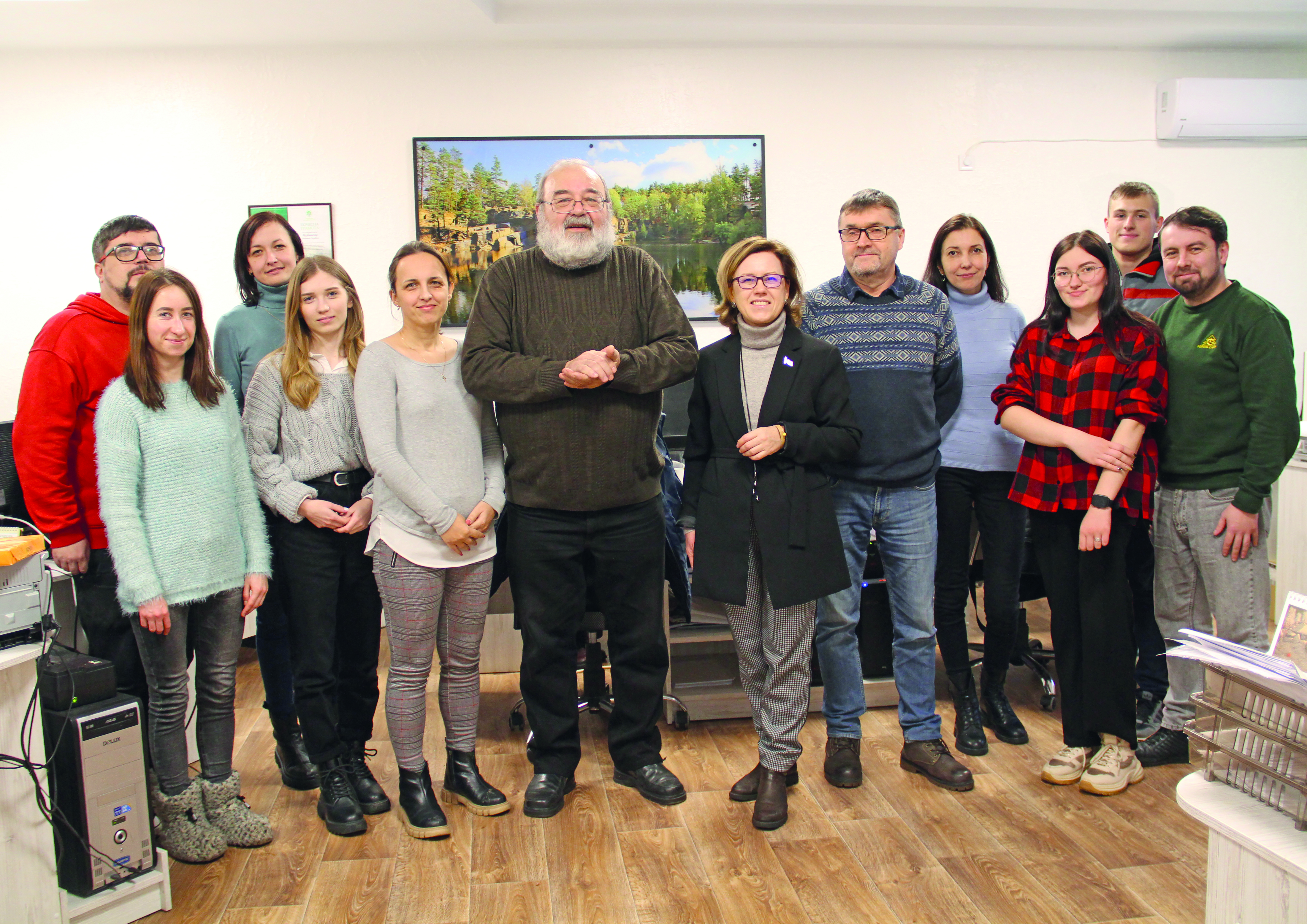
Фото на згадку: колектив «Золотої стріли» після зустрічі з першим секретарем НСЖУ Ліною Кущ та письменником Павлом Кущем (у центрі), 2023 р.

Тому для відновлення історичної пам'яті народу активно працює із першоджерелами і спеціальною літературою, а також залучає до співпраці професійних дослідників-істориків. Як автор майстерно поєднує у своїх книгах опис минулого із сьогоденням.
Один із кількох українських фотографів, які постійно на професійній основі знімають дику природу. (Малімон Наталія. Валерій МЕЛЬНИК: Ми маємо чим здивувати світ! — Газета «День» за 14 лютого 2013 р.; Природа Волині у фото об'єктиві Валерія Мельника. — Сайт «Український лісовод», 23. 10. 2014 р.; Зубчук Катерина. Хочете побачити красу Волині? — Газета «Волинь-нова» за 24 жовтня 2014 р.; Малімон Наталія. У Луцьку — нова виставка фотографа-анімаліста Валерія Мельника — Газета «День» — 29 жовтня 2014 р.)
«Природничі» світлини В. Мельника регулярно використовували газети  «День», «Волинь-нова», «Волинська газета», «Віче», «Лісовий та мисливський журнал» та інші видання.
У рамках Загальнонаціональної програми «Людина року Волинського краю'2010» В.Мельника визнано переможцем у номінації «Професіонал року (журналістика)».  Показово, що його працю у цей період гідно оцінила і Національна спілка журналістів, яка визнала Валерія Мельника переможцем конкурсу «Кращий фотожурналіст» за 2010 рік. (Вітаємо з нагородою! — Газета «Урядовий кур'єр» за 18 липня 2013 р.)
У червні 2013 року В.Мельник став першим лауреатом створеної для увічнення пам'яті академіка Петра Тимофійовича Тронька (1915—2011) Всеукраїнської премії Національної спілки краєзнавців України (НСКУ). «Цією високою нагородою ми відзначили наших видатних краєзнавців, — зауважив на пленумі НСКУ її голова член-кореспондент НАН України  Олександр Реєнт. — І це не випадково. Адже успішне творення нашої державності неможливе  без правдивої історії України, виховання почуття патріотизму».  (Там же).

## Захоплення
Бджільництво, рибальство, мисливство, краєзнавство, туризм.

## Нагороди
- Почесне звання «Заслужений журналіст України» (2013 р.).
- Ювілейна медаль «Двадцять років Незалежності України» (2011 р.).
- Ювілейна медаль «Двадцять п'ять років Незалежності України» (2016 р.).
- Лауреат Міжнародного конкурсу екранних мистецтв «Кінотур-2007».
- Подяка Прем'єр-Міністра України  (2009 р.)
- Почесна грамота Державного комітету лісового господарства України (2002 р.).
- Почесні грамоти Волинської ОДА (2009, 2011 рр.).
- Почесні грамоти Волинської обласної ради (2014, 2021 рр.).
- Почесні грамоти Луцької міської ради (2015, 2016 рр.).
- Почесна грамота Національної спілки краєзнавців України (2006 р.).
- Подяка ПРООН — ГЕФ (2006 р.).
- Відмінник охорони природи УРСР (1984 р.)
- Почесний член Українського товариства мисливців та рибалок (1991 р.).
- Золота медаль української журналістики (2011 р.).
- Всеукраїнська премія Національної спілки краєзнавців України імені академіка Петра Тронька.

## Бібліографія

Шарж Миколи Волошина на Валерія Мельника.

### Публікації в періодичних виданнях
- Мельник В. Як зубрів переселяють. — Газета «Молодий ленінець» за 10 лютого 1979 р.
- Мельник В. Полюйте на здоров'я! — Газета «Молодий ленінець» за 14 липня 1979 р.
- Мельник В., Попков І. 1. Як річка береги з'їла. — Газета «Молодий ленінець» за 30 серпня 1979 р.
- Мельник В., Попков І., Калиновський Л. 2. А риба пахне соляркою. — Газета «Молодий ленінець» за 18 вересня 1979 р.
- Мельник В. 3. Озеро, рибалки і… браконьєри. — Газета «Молодий ленінець» за 22 вересня 1979 р.
- Мельник В. Операція «Хижак» триває. — Газета «Молодий ленінець» за 5 липня 1980 р.
- Мельник В. Полювання з «наваром». — Газета «Молодий ленінець» за 16 серпня 1980 р.
- Мельник В., Лентушенко Б. Сервіс «дикого» туриста. — Газета «Молодий ленінець» за 14 серпня 1980 р.
- Мельник В. Браконьєр — постать не міфічна. — Газета «Молодий ленінець» за 1, 3 лютого 1981 р.
- Мельник В. Скільки коштує вовк? — Газета «Молодий ленінець» за 28 лютого 1981 р.
- Мельник В. Запалили траву і… ліси. — Газета «Молодий ленінець» за 24 квітня 1983 р.
- Мельник В. Де тури ходили. — Газета «Молодий ленінець» за 11 серпня 1983 р.
- Мельник В. Тривожні ночі Балія. — Газета «Молодий ленінець» за 1 грудня 1983 р.
- Мельник В. Гіркі уроки пожеж. — Газета «Молодий ленінець» за 5 червня 1984 р.
- Мельник В. Нема де зайцю погуляти?.. — Газета «Молодий ленінець» за 8, 7, 8 серпня 1984 р.
- Мельник В. На відкуп браконьєру. — Газета «Молодий ленінець» за 20 жовтня 1984 р.
- Мельник В. Багаторічні зволікання. — Газета «Молодий ленінець» за 6 листопада 1984 р.
- Мельник В. Варварство. — Газета «Молодий ленінець» за 17 листопада 1984 р.
- Мельник В. Незатишно інспектору і… зайцю. — Газета «Молодий ленінець» за 9 листопада 1984 р.
- Мельник В. «УАЗ» втікає від погоні. — Газета «Молодий ленінець» за 16 березня 1983 р.
- Мельник В. привиди ясного дня. — Газета «Молодий ленінець» за 4 червня 1985 р.
- Мельник В. Коріння великої липи. — Газета «Молодий ленінець» за 4 березня 1986 р.
- Мельник В. Банальна історія. — Газета «Молодий ленінець» за 31 січня 1987 р.
- Мельник В. Пропонуємо: виграйте велосипед! — Газета «Молодий ленінець» за 28 травня 1987 р.
- Мельник В. Озерні суботи. — Газета «Молодий ленінець» за 28 травня 1987 р.
- Мельник В. 160 проти… 6-ти. — Газета «Молодий ленінець» за 26 листопада 1987 р.
- Мельник В. Коли рішення не кабінетне. — Газета «Молодий ленінець» за 7 січня 1988 р.
- Кучерявий В (Мельник В.) …І знайшли скарб. — Газета «Молодий ленінець» за 14 квітня 1988 р.
- Мельник В., Гурний Єжи, Ромашко Маргарита. Чи важко хворий Буг? — Газета «Молодий ленінець» за 8 грудня 1989 р.
- Мельник В. Болить!.. — Газета «Молодий ленінець» за 22 вересня 1990 р.
- Мельник В. «Зелені» розпочинають і виграють. — Газета «Молодий ленінець» за 6 січня 1990 р.
- Мельник В. «Дайте мені гробові!..» — Газета «Молода Волинь» за 3 листопада 1990 р.
- Мельник В., Тиський М., Романюк Ф., Бусловський Б. та ін. Демократія в небезпеці! — Газета «Радянська Волинь» за 22 січня 1991 р.
- Мельник В. У клітку нас не загнати! — Газета «Молода Волинь» за 23 серпня 1991 р.
- Мельник В. Душі померлих покидають землю на сороковий день. — Газета «Віче»  за 4 грудня 1997 р.
- Мельник В. Картеч, хлопці, не аргумент!..  –  Газета «Віче» за 3 червня 2000 р.
- Мельник В. Браконьєри на Волині зовсім озвіріли  –  знову стріляли в людину!..  –  Газета «Віче» за 21 січня 1999 р.
- Мельник В. Трава забуття поросте і по нас… якщо  втратимо пам'ять ми!  –
- Мельник В. Крик душі почутий… Вони залишаться з нами!  –  Газета «Віче» за 17 червня 2000 р.
- Мельник В. Вернісаж. — Газета «Віче» за 2 — 8 серпня 2012 р.
- Мельник В. Сюрпризи від хвостатого «гідротехніка»  – Газета «Урядовий кур'єр» від 24 травня 2013 р.
- Мельник В. Політика — это шахматы, а не «чапаев»! — газета «Урядовий кур'єр» за 12 березня 2014 р.
- Мельник В. Армії потрібні гроші, а не слова! — газета «Урядовий кур'єр» за 25 березня 2014 р.
- Мельник В. На війні церемонії не доречні! — газета «Урядовий кур'єр» за 18 квітня 2014 р.
- Мельник В. Горобець на службі у «двоголової ворони» — газета «Урядовий кур'єр» за 23 квітня 2014 р.
- Мельник В. Українська «Амазонія» чекає на туристів! — Газета «Урядовий Кур'єр» від 23 серпня 2014 р.
- Мельник В. Волинська трагедія: 70 років потому. — Газета «Урядовий кур'єр» від 29 травня 2014 р.
- Мельник В. Історія пропаганди УПА: підпільна зброя. — Газета «Урядовий кур'єр» від 15 жовтня 2014 р.
- Мельник В. «Воду для чаю беріть з озера!». — Газета «Урядовий кур'єр» від 5 листопада 2014 р.
- Мельник В. Пепел рассыпали, — и нет проблем? — Газета «Урядовий кур'єр» від 7 листопада 2014 р.
- Мельник В. Грані морального бидляндства. — Газета «Урядовий кур'єр» від 26 листопада 2014 р.
- Мельник В. Червоне світло для інформації уряду? — Газета «Урядовий кур'єр» від 6 грудня 2014 р.
- Мельник В. Ранець солдата легший, ніж кайдани раба. — Газета «Урядовий кур'єр» від 11 грудня 2014 р.
- Мельник В. Історія Королька: людина проти системи. — Газета «Урядовий кур'єр» від 6 червня 2015 р
- Мельник В. Творця «Мерседесом» не підкупиш. — Газета «Урядовий кур'єр» від 8 липня 2015 р.
- Мельник В. Волинський дубль столичної історії. — Газета «Урядовий кур'єр» від 24 вересня 2015 р.
- Мельник В. Будьмо пильними: у наші двері стукає фашизм. — Газета «Урядовий кур'єр» від 11 травня 2016 р.
- Мельник В. Придумали собі таку роботу, на якій… працювати не треба. — Газета «Природа та суспільство» за 6 грудня 2019 р.
- Мельник В. Що не так у мисливському господарстві. — Газета «Урядовий кур'єр» від 17 вересня 2020 р.
- Мельник В. Прострація Ларса Таллерта. — «Лісовий і мисливський журнал» № 4 за 2020 р.

### Відеофільми
- Валерій Мельник. Зелений бастіон. — Народна самодіяльна кіностудія «Волинь», 2004 р.
- Андрушко Марія. Любов не впівголоса. — Відеофільм Волинської обласної державної телерадіокомпанії. — 2013 р.

### Персональні фотовиставки
- «За п'ять хвилин до події». 80 портретів. Луцьк. Народний дім «Просвіта». 2011 р.
- «Зачароване Полісся». 120 пейзажів, репортажних  та документальних фото. Шацький національний природний парк. 2011 р.
- «Очі волинської журналістики». 106 портретів. Луцьк. Народний дім «Просвіта». 2011 р.
- «Потаємне Полісся». 50 робіт. Київ. Редакція газети «Урядовий кур'єр». 2010—2013 рр.
- «Таємничі куточки волинської природи». 56 робіт. Луцьк. Волинська обласна державна адміністрація. 2011—2014 рр.
- «Моя Волинь». Півтори сотні пейзажів, репортажних  та документальних фото. Луцьк. Редакція газети «Волинь-нова». 2014 р.
- «Краса, яку мало хто бачив». 50 робіт. Київ. Редакція газети «Урядовий кур'єр». 2013 –  2020 рр.
- «Очі волинської журналістики. Дубль 2». 256 портретів та репортажних знімків. Луцьк. Волинська обласна рада. 2015 р.
- «Барви Полісся». Фотознімки з природи Волині. Ківерцівський краєзнавчий музей. Лютий — квітень 2020 р.
- «Очі волинської журналістики. Ностальгія». Кілька сотень портретів та репортажних знімків. Луцьк. Волинський краєзнавчий музей. Червень — липень 2021 р.